# Самагиры

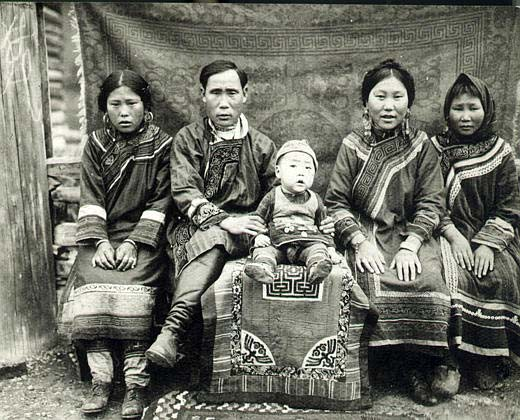
Самагиры (горинские нанайцы) в праздничных костюмах

Самагиры (самары) — горинские нанайцы, субэтническая группа нанайцев, проживающих в бассейне реки Горин, малочисленный тунгусо-маньчжурский народ в Приамурье. В 1927 году в области расселения самагиров проходила экспедиция этнографического отдела Русского музея с участием Евгения Шнейдера.

## Названия
Предположительно этимология такова: «саман», «шамар» — шаман, «гир» — род, то есть род шамана.

## История
В. К. Арсеньев указывал, что первые сведения о самагирах (шамаграх) встречаются в отписках казаков XVII в.
Первые таежные кочевники-самагиры, мигрировали в район реки Горина в XVII веке, разграничивали своё пространство с местными нанайцами. К примеру, С. Патканов отмечал, что на Горине между землями самагиров и гольдов (между самагирским селением Нгагой и гольдским Бичу) «лежала пустая полоса в 120—130 вёрст, где лишь зимой, и то временно,
проживали в зимовьях самагирские и гольдские охотники». Но в конце XIX и начале XX в. «полоса отчуждения» между оседлыми нанайцами-рыболовами и кочевниками-самагирами постепенно стиралась. Разграничительная линия между двумя этносами — представителями кочевой таёжной культуры и оседлой рыболовецкой в географическом и социальном плане — постепенно стала исчезать с установлением права заключения брачных союзов между двумя группами с той и другой стороны.
По результатам исследования Н. Г. Каргера, термин «самагиры» трудно было применить ко всему населению реки Горина. Он был слишком узок, так как в долине Горина проживали роды, не считавшие себя самагирами, и в то же время — широк, так как в категорию самагиров входили многочисленные представители родов, расселенных по Амуру на территории нанайцев и ульчей. Помимо самагиров на Горине проживали роды Дигор, Тумали, Джаксор (Заксор), Аймука, Альчека. Их можно считать новообразованиями из разрозненных этнических элементов, не переросших в устойчивое этническое образование, а также этническими группами как результат древних контактов.
Позже самагиры были переименованы в нанайский род самар. А. В. Смоляк выделила несколько ветвей самаров по их происхождению. Первая ветвь поднялась с Амгуни по Амуру; вторая спустилась с Амгуни до Амурского лимана; третья пришла с Буреи, откуда попала на Амгунь, с Амгуни — на Горин; четвёртая — это местное население, поглощенное пришельцами.
Длительное время самары различались на кондонских и ямихтинских. Первоначально эти группы не смешивались, жили раздельно. И только по обычаю доха, совершив обмен нефритового топора (у некоторых — железный) на вдову, слились в один род. Причем у каждой группы самаров своя версия. Кондонские уверяют, что инициаторами были они: топор принесли они, и это позволило ямихтинским Самарам вступить в свой род. Ямихтинские были уверены в обратном — что они прежде были обладателями топора и позволили кондонским войти к ним.
В конце XIX в. В. И. Цинциус сделал статистический обзор земель, занятых таёжными кочевниками, его данные легли в материалы переписи племенного состава Сибири 1897 г. С. Патканова.
В конце XIX и начале XX в. в научной этнографической среде был популярен термин «гаринский этнос», который исследователи чаще соотносили с самагирской группой на р. Горине. В 1926—1927 гг. материальную и духовную культуру «гаринского этноса» изучала экспедиция И. И. Каргера и Н. Г. Козьминского. Исследователи отмечали, что появление их экспедиции на Горине было встречено недоброжелательно. Но тем не менее им удалось собрать коллекцию из 500 номеров и сделать 130 фотографий. Статистические данные XIX в., позже обработанные Ю. А. Семом, отмечают в районе р. Горина высокую плотность населения. От Хабаровки до Анюя (участок ближе к Среднему Амуру) в стойбищах проживали 883 чел. На расстоянии 163 км по Амуру от озера Болонь до устья Горина имелось 33 стойбища с населением 1 775 чел., то есть в два раза больше, чем на Среднем Амуре. От озера Болонь до устья Горина на 1 км² приходилось 10,9 чел.; тогда как от Хабаровки до устья Анюя — 5,4 чел. на 1 км²
В настоящее время местное население села Кондона связывает своё родство с самарами — выходцами с реки Кура. Первые Самары принимали всех пришедших с условием, что они войдут в их род. Вхождения способствовали упрочению статуса рода и делали родовое сообщество разветвленным. Каждая ветвь хорошо помнила своё происхождение и отличалась от другой особенностями говора.

## Известные самагиры
- Аким Дмитриевич Самар (1916—1943) — первый нанайский писатель.
- Андрей Петрович Самар — этнограф, кандидат исторических наук, сотрудник института истории, археологии и этнографии ДВО РАН